# Thierry Omeyer
Thierry Omeyer (Mulhouse, 2 de Novembro de 1976) é um handebolista francês. Atualmente defende o Paris Saint-Germain Handball.

## Carreira
Foi medalhista de ouro dos Jogos Olímpicos de Verão de 2008 com a equipe francesa de handebol e novamente em 2012.
Em 2008, foi eleito Melhor jogador de handebol do mundo pela IHF.
Em 2015 conquistou o título mundial com a seleção, além de ter sido eleito jogador mais valioso da competição.